# Råbäcktjärnen
Råbäcktjärnen är en sjö i Malå kommun i Lappland och ingår i Skellefteälvens huvudavrinningsområde. Sjön har en area på 0,118 kvadratkilometer och ligger 424,9 meter över havet. Sjön avvattnas av vattendraget Råbäcken.

## Delavrinningsområde
Råbäcktjärnen ingår i det delavrinningsområde (726104-161585) som SMHI kallar för Mynnar i Bockträskbäcken. Medelhöjden är 487 meter över havet och ytan är 15,66 kvadratkilometer. Det finns inga avrinningsområden uppströms utan avrinningsområdet är högsta punkten. Råbäcken som avvattnar avrinningsområdet har biflödesordning 4, vilket innebär att vattnet flödar genom totalt 4 vattendrag innan det når havet efter 179 kilometer. Avrinningsområdet består mestadels av skog (73 procent) och sankmarker (21 procent). Avrinningsområdet har 0,2 kvadratkilometer vattenytor vilket ger det en sjöprocent på 1,3 procent.